# Dienne
Ne doit pas être confondu avec Dienné.
Dienne est une commune française située dans le département du Cantal, en région Auvergne-Rhône-Alpes.

## Géographie
Dienne est adhérente du parc naturel régional des Volcans d'Auvergne. Elle est traversée par la Santoire, et voisine du puy Mary et des cols de Serre et d'Entremont. Au nord-ouest de la vallée se trouve le plateau du Limon qui la sépare de la vallée de la Petite Rhue (commune de Cheylade).

### Communes limitrophes
Les communes limitrophes sont  Chavagnac, Cheylade, Laveissière, Lavigerie, Le Claux, Murat, Saint-Saturnin, Ségur-les-Villas et Vernols.
| Cheylade Saint-Saturnin | Ségur-les-Villas | Vernols                              |
| Le Claux                | Dienne           | Neussargues en Pinatelle (Chavagnac) |
| Lavigerie               | Laveissière      | Murat (Chastel-sur-Murat)            |

### Climat
Pour des articles plus généraux, voir Climat d'Auvergne-Rhône-Alpes et Climat du Cantal.
En 2010, le climat de la commune est de type climat de montagne, selon une étude du CNRS s'appuyant sur une série de données couvrant la période 1971-2000. En 2020, Météo-France publie une typologie des climats de la France métropolitaine dans laquelle la commune est exposée à un climat de montagne ou de marges de montagne et est dans la région climatique Ouest et nord-ouest du Massif Central, caractérisée par une pluviométrie annuelle de 900 à 1 500 mm, maximale en automne et en hiver.
Pour la période 1971-2000, la température annuelle moyenne est de 7,7 °C, avec une amplitude thermique annuelle de 14,9 °C. Le cumul annuel moyen de précipitations est de 1 457 mm, avec 13,1 jours de précipitations en janvier et 9 jours en juillet. Pour la période 1991-2020, la température moyenne annuelle observée sur la station météorologique de Météo-France la plus proche, « Le Lioran_sapc »sur la commune de Laveissière à 5 km à vol d'oiseau, est de 7,0 °C et le cumul annuel moyen de précipitations est de 2 129,1 mm,. Pour l'avenir, les paramètres climatiques de la commune estimés pour 2050 selon différents scénarios d'émission de gaz à effet de serre sont consultables sur un site dédié publié par Météo-France en novembre 2022.

## Urbanisme

### Typologie
Au 1er janvier 2024, Dienne est catégorisée commune rurale à habitat très dispersé, selon la nouvelle grille communale de densité à 7 niveaux définie par l'Insee en 2022.
Elle est située hors unité urbaine et hors attraction des villes,.

### Occupation des sols
L'occupation des sols de la commune, telle qu'elle ressort de la base de données européenne d’occupation biophysique des sols Corine Land Cover (CLC), est marquée par l'importance des forêts et milieux semi-naturels (60,5 % en 2018), une proportion sensiblement équivalente à celle de 1990 (60 %). La répartition détaillée en 2018 est la suivante :
milieux à végétation arbustive et/ou herbacée (55,1 %), prairies (36,5 %), forêts (4,9 %), zones agricoles hétérogènes (1,3 %), zones humides intérieures (1,2 %), zones urbanisées (0,5 %), espaces ouverts, sans ou avec peu de végétation (0,5 %). L'évolution de l’occupation des sols de la commune et de ses infrastructures peut être observée sur les différentes représentations cartographiques du territoire : la carte de Cassini (XVIIIe siècle), la carte d'état-major (1820-1866) et les cartes ou photos aériennes de l'IGN pour la période actuelle (1950 à aujourd'hui).

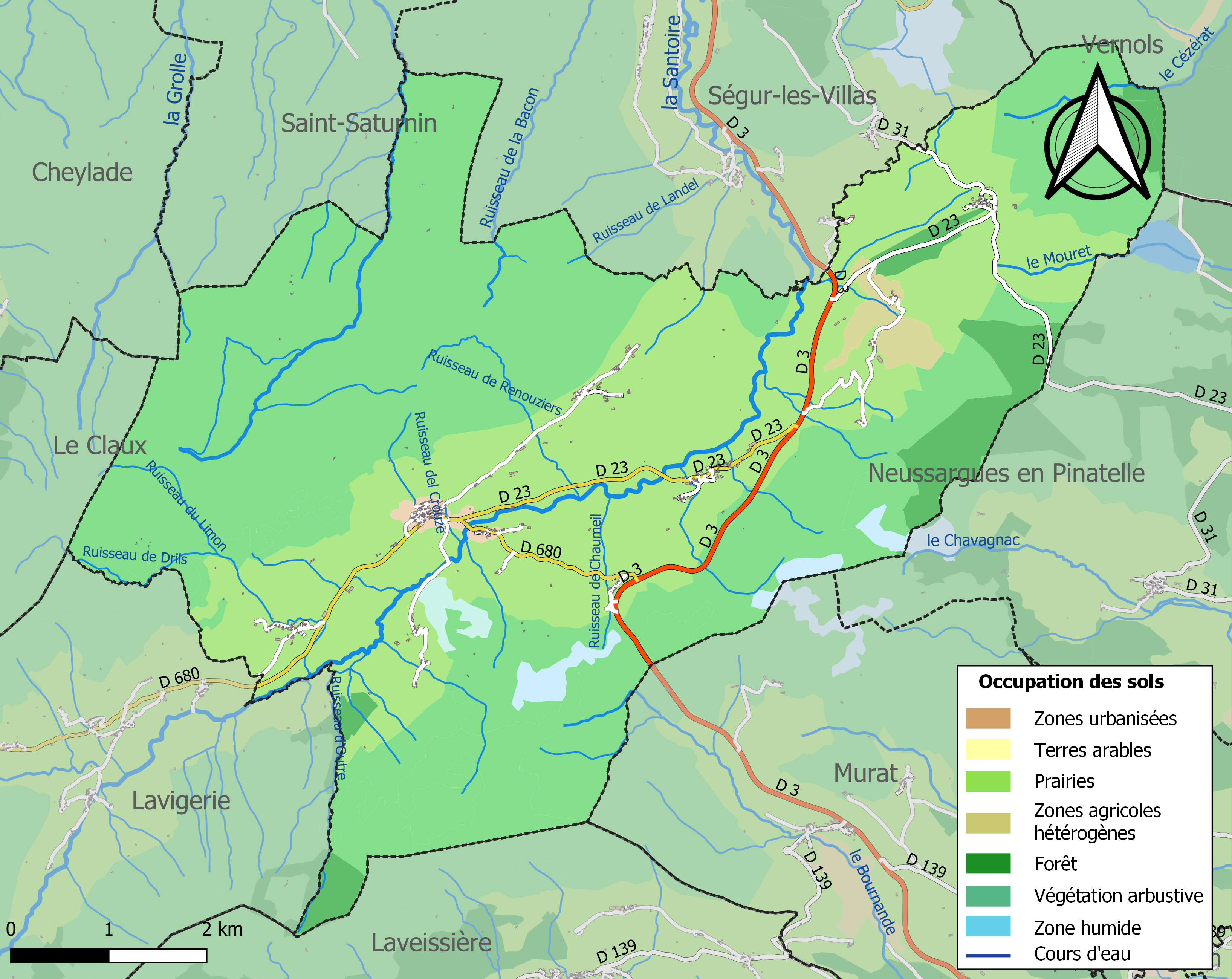
Carte des infrastructures et de l'occupation des sols de la commune en 2018 (CLC).

### Habitat et logement
En 2018, le nombre total de logements dans la commune était de 253, alors qu'il était de 243 en 2013 et de 228 en 2008.
Parmi ces logements, 49,3 % étaient des résidences principales, 38,3 % des résidences secondaires et 12,4 % des logements vacants. Ces logements étaient pour 97,2 % d'entre eux des maisons individuelles et pour 2,8 % des appartements.
Le tableau ci-dessous présente la typologie des logements à Dienne en 2018 en comparaison avec celle du Cantal et de la France entière. Une caractéristique marquante du parc de logements est ainsi une proportion de résidences secondaires et logements occasionnels (38,3 %) supérieure à celle du département (20,4 %) et à celle de la France entière (9,7 %). Concernant le statut d'occupation de ces logements, 79,1 % des habitants de la commune sont propriétaires de leur logement (80,3 % en 2013), contre 70,4 % pour le Cantal et 57,5 pour la France entière.
| Typologie                                               | Dienne | Cantal | France entière |
| ------------------------------------------------------- | ------ | ------ | -------------- |
| Résidences principales (en %)                           | 49,3   | 67,7   | 82,1           |
| Résidences secondaires et logements occasionnels (en %) | 38,3   | 20,4   | 9,7            |
| Logements vacants (en %)                                | 12,4   | 11,9   | 8,2            |

## Toponymie
Du dérivé *devinna, du gaulois dēuo-, devo-, un mot de la famille indo-européenne désignant le « dieu » (*deiwo) à rapprocher des deivos ou deus latin, du sanskrit deváh, du breton doue, du gallois duw, du vieil-irlandais dia, etc. [réf. nécessaire]
En auvergnat, l'ancienne langue régionale d'époque moderne, son nom était Dièna en graphie classique et Dienà en écriture auvergnate unifiée.

## Histoire
En 1839, une partie de la commune est distraite pour constituer la commune de Lavigerie.

## Politique et administration
| Période                                  | Période                    | Identité               | Étiquette | Qualité    |
| ---------------------------------------- | -------------------------- | ---------------------- | --------- | ---------- |
| Les données manquantes sont à compléter. |                            |                        |           |            |
| mars 2001                                | mars 2008                  | Marie-Simone Chanson   |           |            |
| mars 2008                                | avril 2014                 | Jean-Claude Cheyvialle |           |            |
| avril 2014                               | En cours (au 14 août 2020) | Thierry Mathieu        | DVG       | Professeur |

## Démographie
L'évolution du nombre d'habitants est connue à travers les recensements de la population effectués dans la commune depuis 1793. Pour les communes de moins de 10 000 habitants, une enquête de recensement portant sur toute la population est réalisée tous les cinq ans, les populations de référence des années intermédiaires étant quant à elles estimées par interpolation ou extrapolation. Pour la commune, le premier recensement exhaustif entrant dans le cadre du nouveau dispositif a été réalisé en 2006.

En 2022, la commune comptait 238 habitants, en évolution de −12,82 % par rapport à 2016 (Cantal : −1,08 %, France hors Mayotte : +2,11 %).
| 1793  | 1800  | 1806  | 1821  | 1831  | 1836  | 1841  | 1846  | 1851  |
| ----- | ----- | ----- | ----- | ----- | ----- | ----- | ----- | ----- |
| 1 768 | 1 698 | 1 938 | 1 950 | 1 984 | 2 091 | 1 390 | 1 402 | 1 350 |

| 1856  | 1861  | 1866  | 1872  | 1876  | 1881  | 1886  | 1891  | 1896  |
| ----- | ----- | ----- | ----- | ----- | ----- | ----- | ----- | ----- |
| 1 264 | 1 289 | 1 342 | 1 317 | 1 209 | 1 358 | 1 255 | 1 061 | 1 180 |

| 1901  | 1906  | 1911  | 1921 | 1926 | 1931 | 1936 | 1946 | 1954 |
| ----- | ----- | ----- | ---- | ---- | ---- | ---- | ---- | ---- |
| 1 185 | 1 203 | 1 080 | 887  | 952  | 871  | 832  | 818  | 750  |

| 1962 | 1968 | 1975 | 1982 | 1990 | 1999 | 2006 | 2011 | 2016 |
| ---- | ---- | ---- | ---- | ---- | ---- | ---- | ---- | ---- |
| 655  | 583  | 496  | 396  | 359  | 293  | 272  | 264  | 273  |

| 2021 | 2022 | - | - | - | - | - | - | - |
| ---- | ---- | - | - | - | - | - | - | - |
| 249  | 238  | - | - | - | - | - | - | - |

## Culture locale et patrimoine

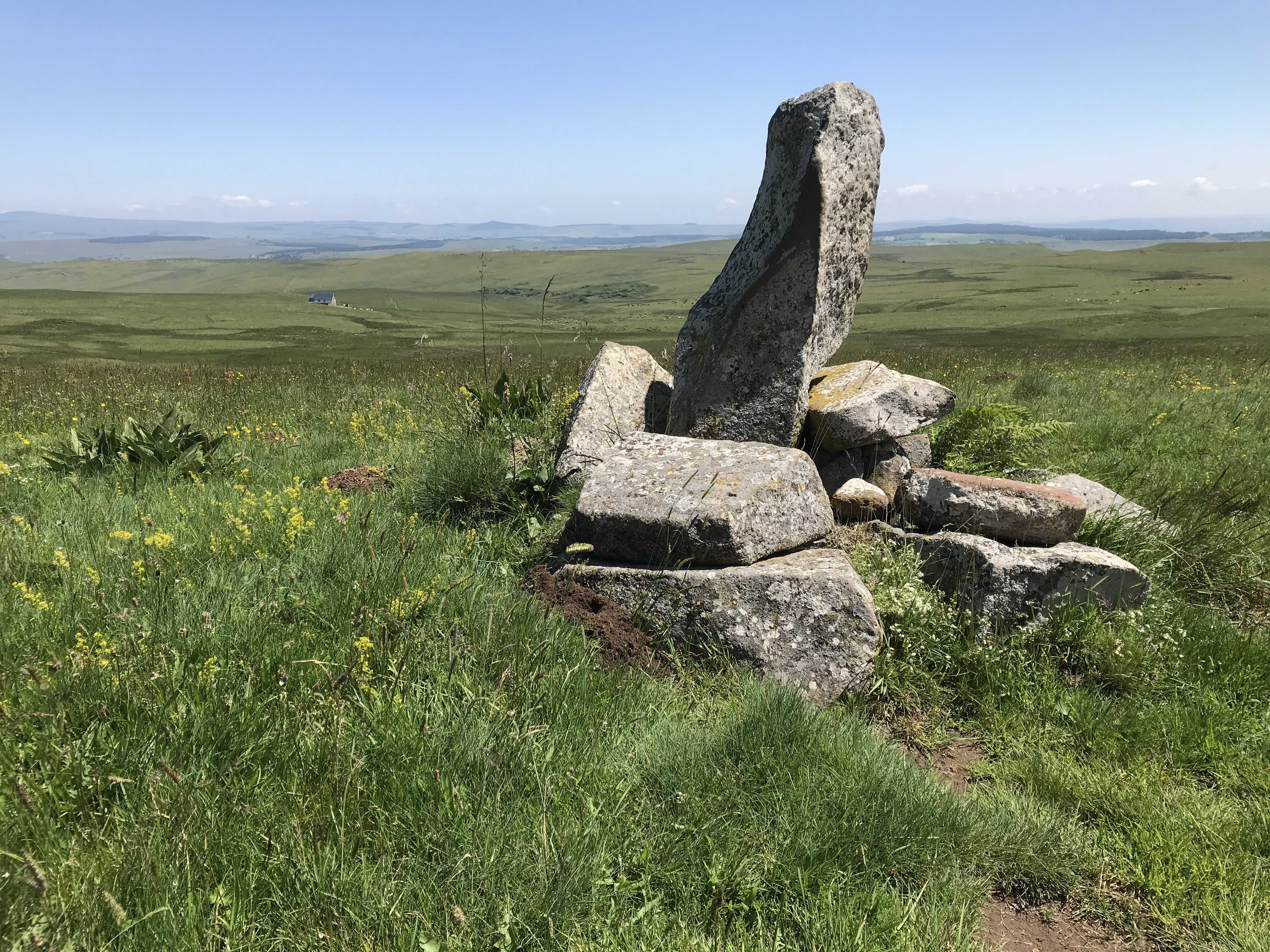
Quirou sur le Plateau du Limon entre Dienne et Cheylade.

### Lieux et monuments
- L'église Saint-Cirgues est une église romane qui date du XIIe siècle. Elle est classée monument historique depuis 1944[17].
- Le château de la Cheyrelle, sur le versant opposé au village, a été aménagé dans sa forme actuelle entre 1902 et 1905 par l'architecte parisien René Dulong à partir d'une demeure datant de 1866. Il a été entièrement décoré par le liégeois Gustave Serrurier-Bovy, et inscrit à l'inventaire supplémentaire des monuments historiques en 1994, puis classé en 2006[18].
- La croix de Dienne, est une croix de cimetière et date du XVIe ou XVIIe siècle. Elle est classée monument historique depuis 1983[19].
- L'église Saint-Roch de Fortuniès est une église du XIVe siècle avec le décor d'origine (tribune, confessionnal et cuve baptismale encastrés) qui date du XIXe siècle. Elle est inscrite au titre des monuments historiques depuis 1993[20].
- Le moulin de Drils inscrit au titre des monuments historiques depuis 2003[21]. Le moulin d'eau du XVIIe siècle qui a vu son bâtiment et son mécanisme intérieur entièrement restaurés était utilisé pour moudre le grain[22].
- Le rocher de Laqueuille, tel un sphinx, semble veiller sur le bourg de Dienne. Sur ce site s'élevait jadis un temple dédié à la déesse romaine Diane, divinité des forêts et dont viendrait le nom de la commune.
- Les Qiroux, sur le plateau du Limon, sont des pierres dressées tous les vingt mètres qui jalonnent le chemin qui relie la vallée de Cheylade à celle de Dienne. Leur origine remonterait au Moyen Âge ou bien aux Celtes.

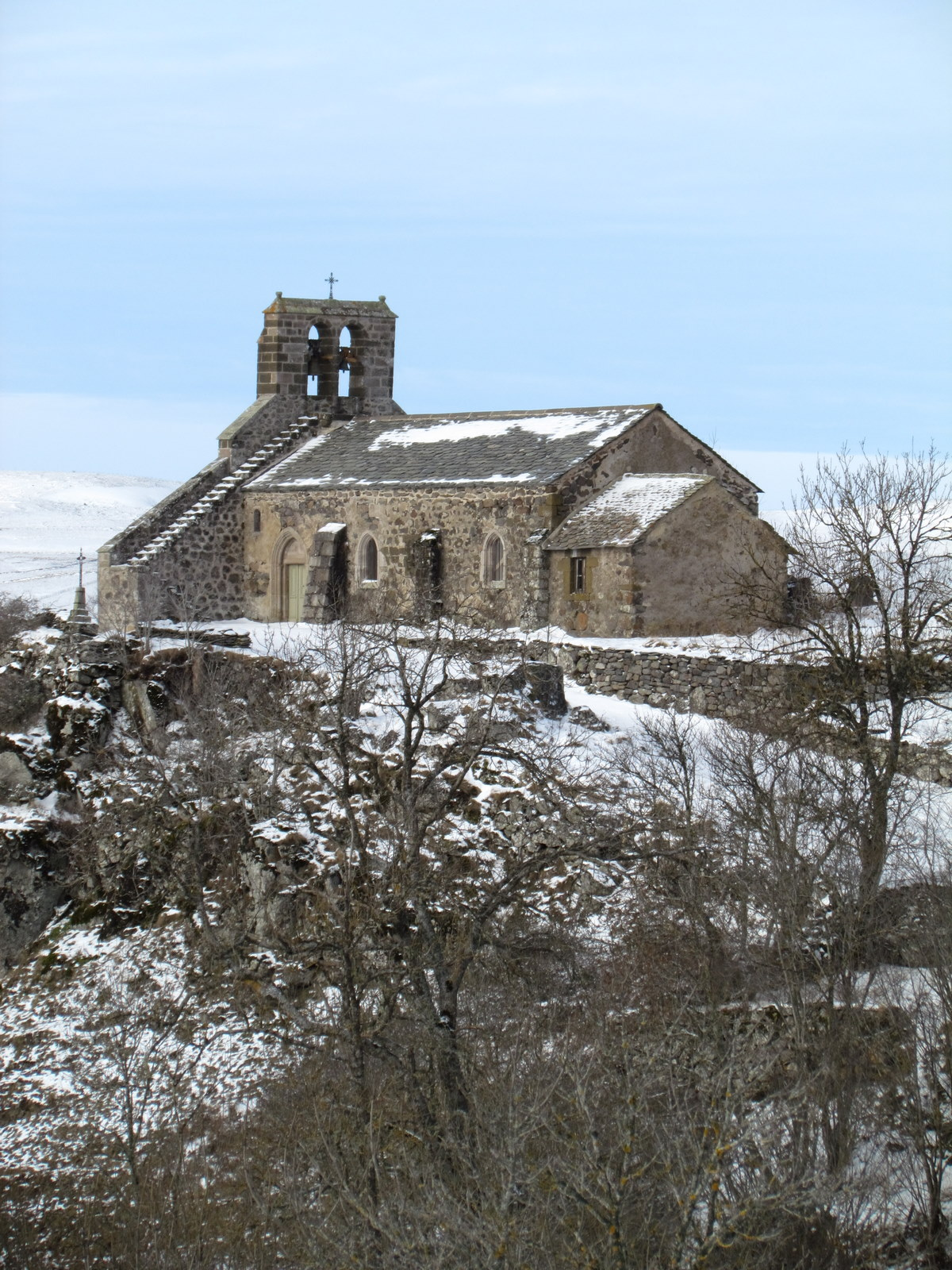
Église de Fortuniès.
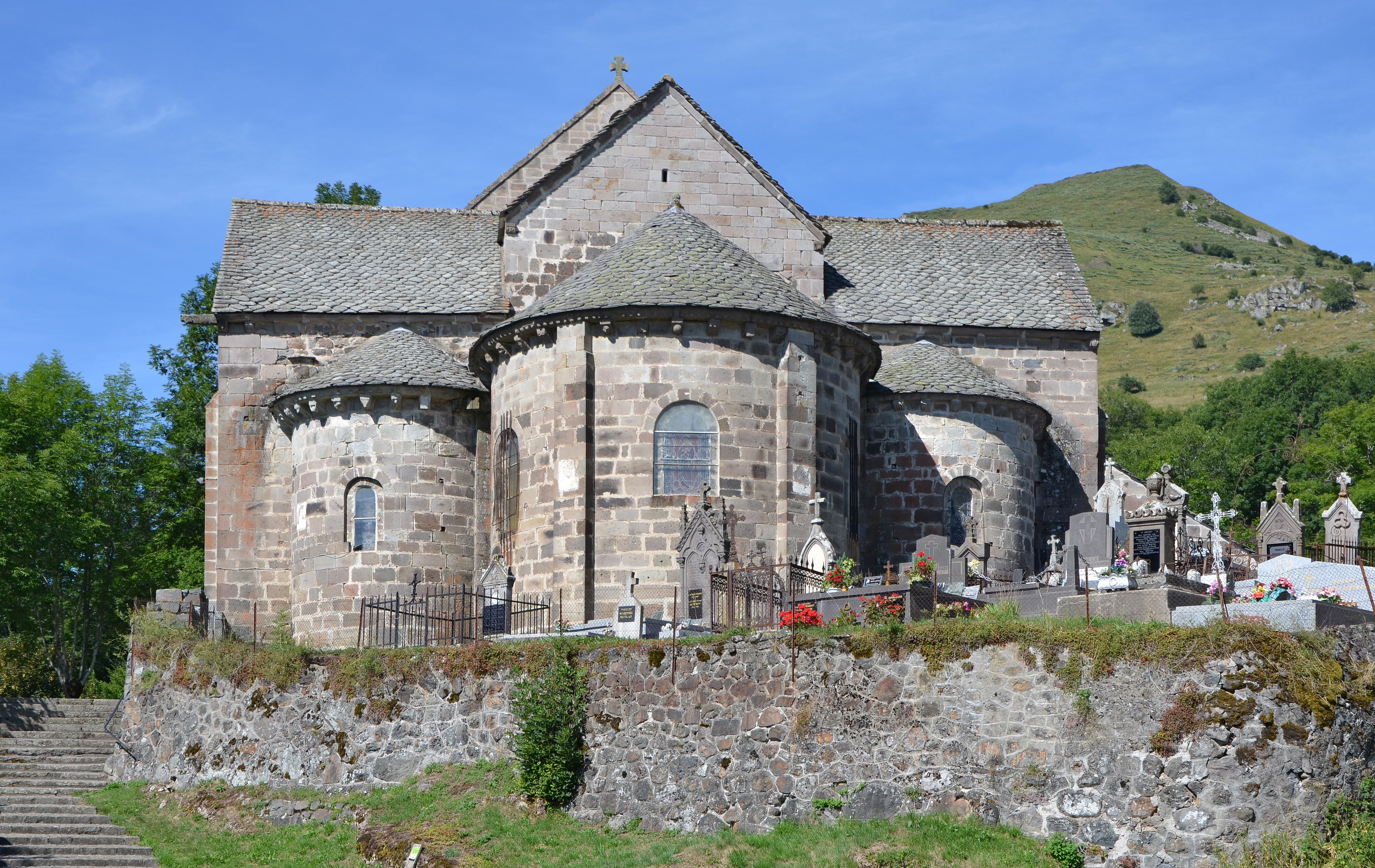
Église Saint-Cirgues.
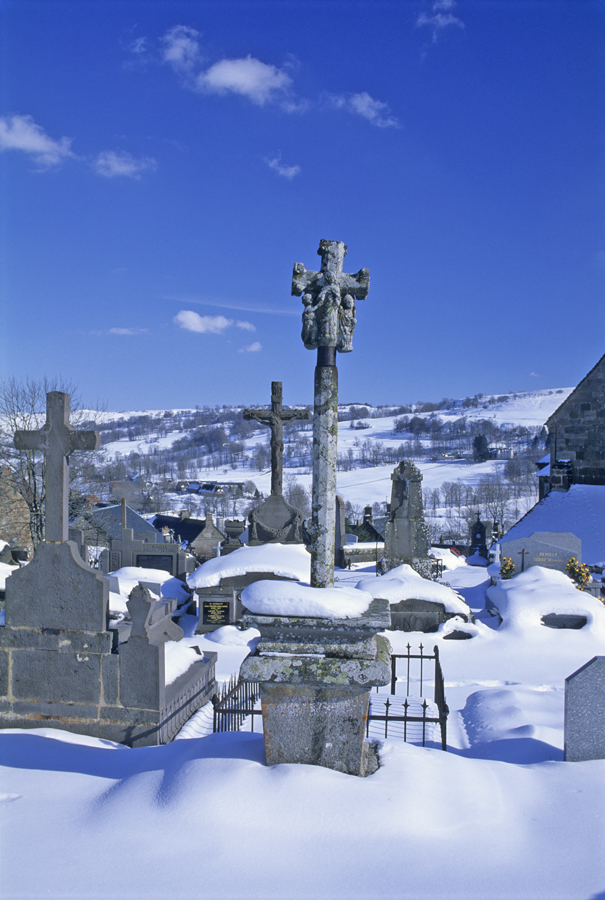
Croix du cimetière.
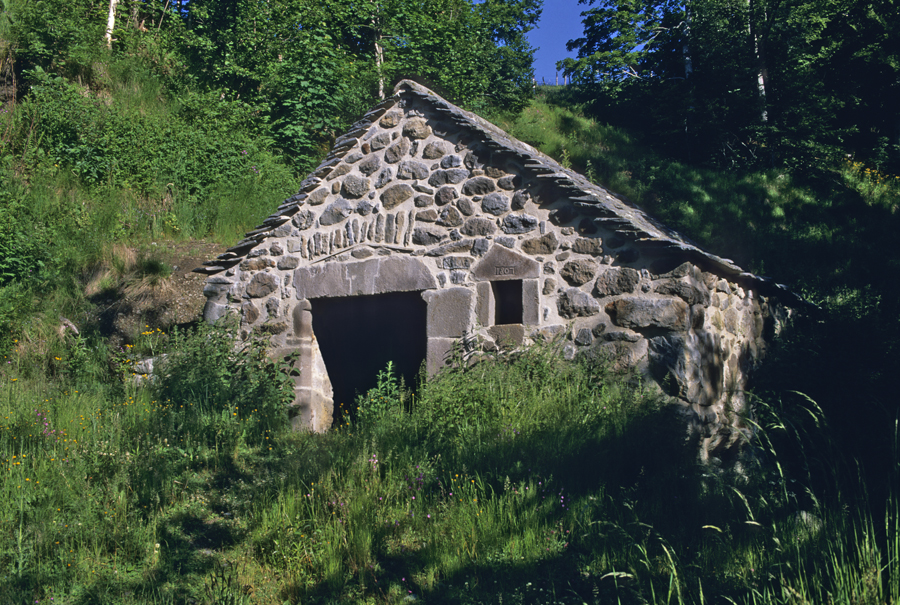
Moulin de Drils.
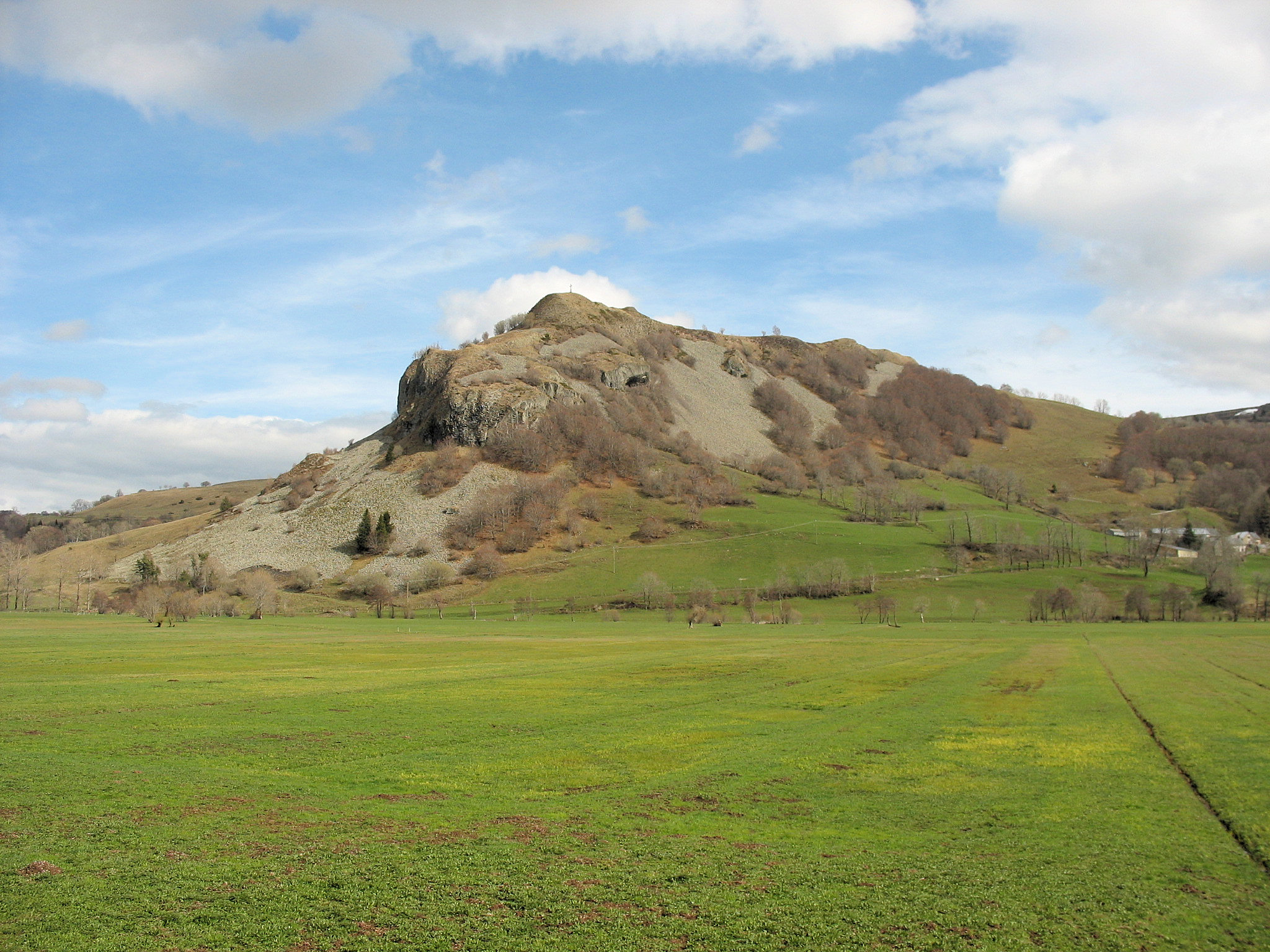
Rocher de Laqueuille.

### Personnalités liées à la commune
- Nicolas Berthon (1831-1888), peintre et graveur né à Paris dont la famille est originaire de Dienne  ;
- Jean-Jacques Trillat (1899-1987), physicien.

### Héraldique
| Dienne | Le blasonnement de Dienne est : D'azur au chevron d'argent accompagné de trois croissants d'or. |

Blason issu de celui de la famille de Dienne dont trois membres ont participé aux croisades :
- Léon Ier de Dienne ;
- Léon II de Dienne ;
- Léon III de Dienne.

La famille de Vaux des Morets (descendants de la famille de Dienne) a repris le blason modifié (avec le chevron qui est devenu brisé et montagne de sable ajoutée).